# Torre de Smeaton
La Torre Smeaton es un faro, ahora un monumento al ingeniero civil John Smeaton, diseñador del tercer y más notable faro de Eddystone. La estructura de Smeaton, un gran paso adelante en el diseño de faros, estuvo en uso desde 1759 hasta 1877, hasta que la erosión de la cornisa sobre la que se construyó obligó a una nueva construcción. La torre fue desmantelada y reconstruida en gran parte en Plymouth Hoe en Plymouth, Devon, donde se encuentra hoy.

## Historia

### Fondo
Las costas de Inglaterra son famosas por su mal tiempo, sus mares peligrosos y sus obstáculos mortales. Las rocas de Eddystone se encuentran entre ellas.
Hubo varios intentos de colocar un marcador en estos arrecifes. El primer intento se llamó Faro de Winstanley. Después de que fuera destruido por la tormenta de 1703, se construyó un segundo faro llamado Rudyard. Éste también fue destruido, esta vez por un incendio en 1755.
Nacido en Austhorpe, Yorkshire, Inglaterra en 1724, John Smeaton es considerado el padre de la ingeniería civil. Es reconocido por sus logros científicos, incluida la mayor eficiencia de las ruedas hidráulicas.
Tras la destrucción del faro Rudyard, hubo una intensa presión para construir un tercer faro rápidamente. Smeaton fue recomendado por la Royal Society para diseñar un faro en las rocas Eddystone, en lo que se considera su mayor logro.

### Construcción

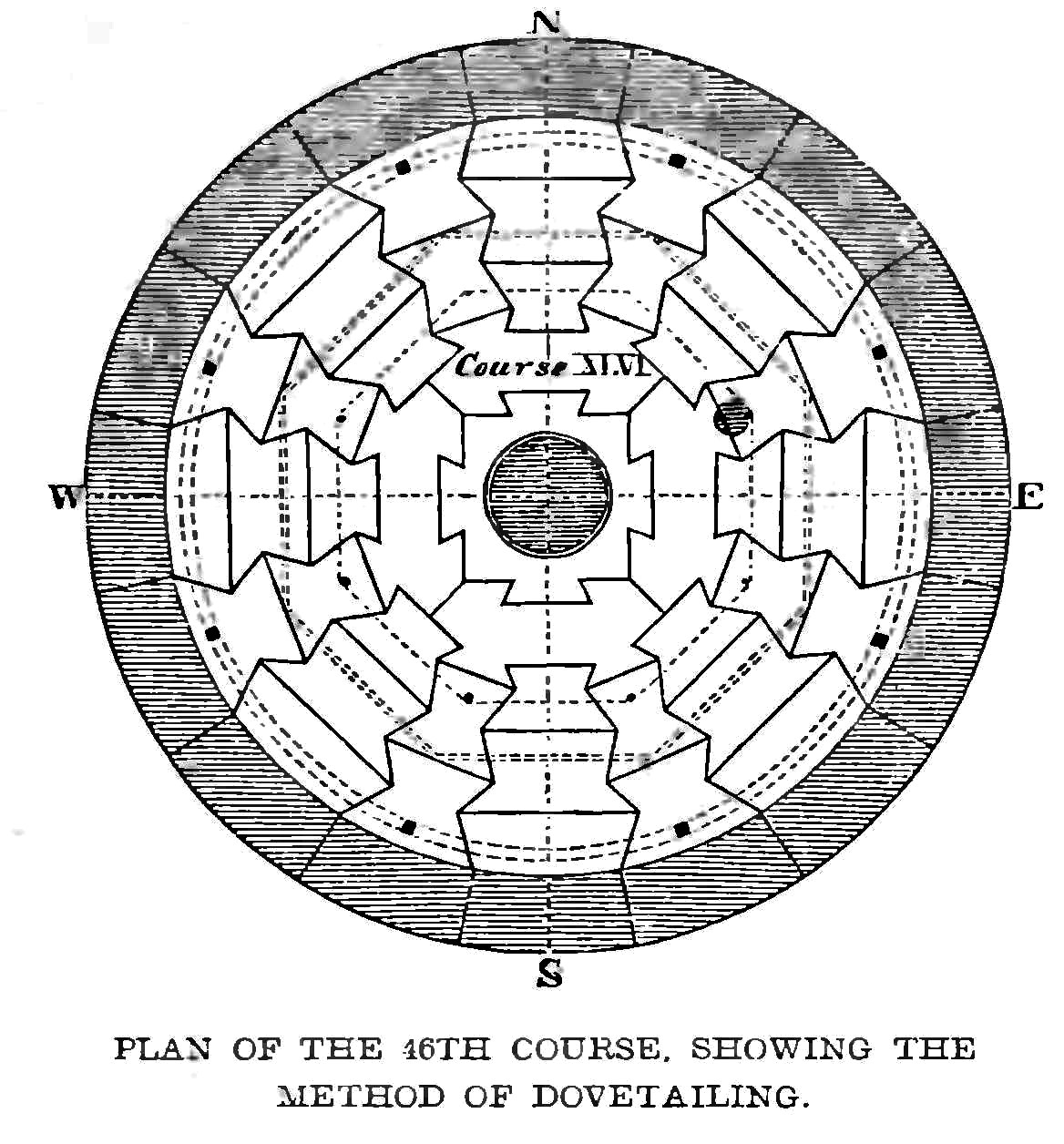
El diseño de cola de milano en una sección transversal de la parte inferior de la torre.

Smeaton tuvo que construir su faro para que fuera lo suficientemente fuerte como para sobrevivir a los elementos (el primer faro fue destruido en una tormenta). Comenzó diseñando su faro para que pareciera un roble. Esto en sí mismo hizo que la torre tuviera una forma fuerte.
Redescubrió el uso de la cal hidráulica, una forma de hormigón utilizada en la época romana. La técnica permitía que el hormigón fraguara bajo el agua, mientras Smeaton unía bloques de granito mediante juntas de cola de milano y tacos de mármol.
La construcción comenzó en 1756 en Millbay, donde Smeaton construyó un embarcadero y un astillero en la esquina suroeste del puerto para descargar y trabajar la piedra. Se colocaron raíles de madera de 107 cm (3 pies y 6 pulgadas) de ancho para camiones planos de cuatro ruedas, que se utilizaron para mover la mampostería por la obra. Un barco de 10 toneladas llamado Eddystone Boat tenía su base aquí y transportaba las piedras trabajadas hasta el arrecife. En la mañana del 12 de junio de 1756, el barco transportó la primera piedra, de 2¼ toneladas.

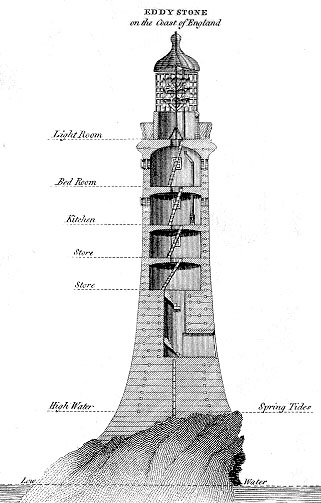
Un grabado contemporáneo del faro del arrecife de Eddystone.

El trabajo se completó en agosto de 1759 a un costo de 40.000 libras esterlinas ( 7,739,546 libras esterlinas con inflación).
En su construcción trabajaron muchos mineros de estaño de Cornualles. Para evitar la posibilidad de que la prensa se aprovechara de ellos, una práctica habitual en la época, Trinity House acordó con el Almirantazgo que los trabajadores fueran inmunes a la prensa. A cada trabajador se le entregaba una medalla para confirmar que trabajaba en el faro.
El faro tenía 22 m de altura y un diámetro de 8 m en la base y 5 m en la parte superior.

### como faro

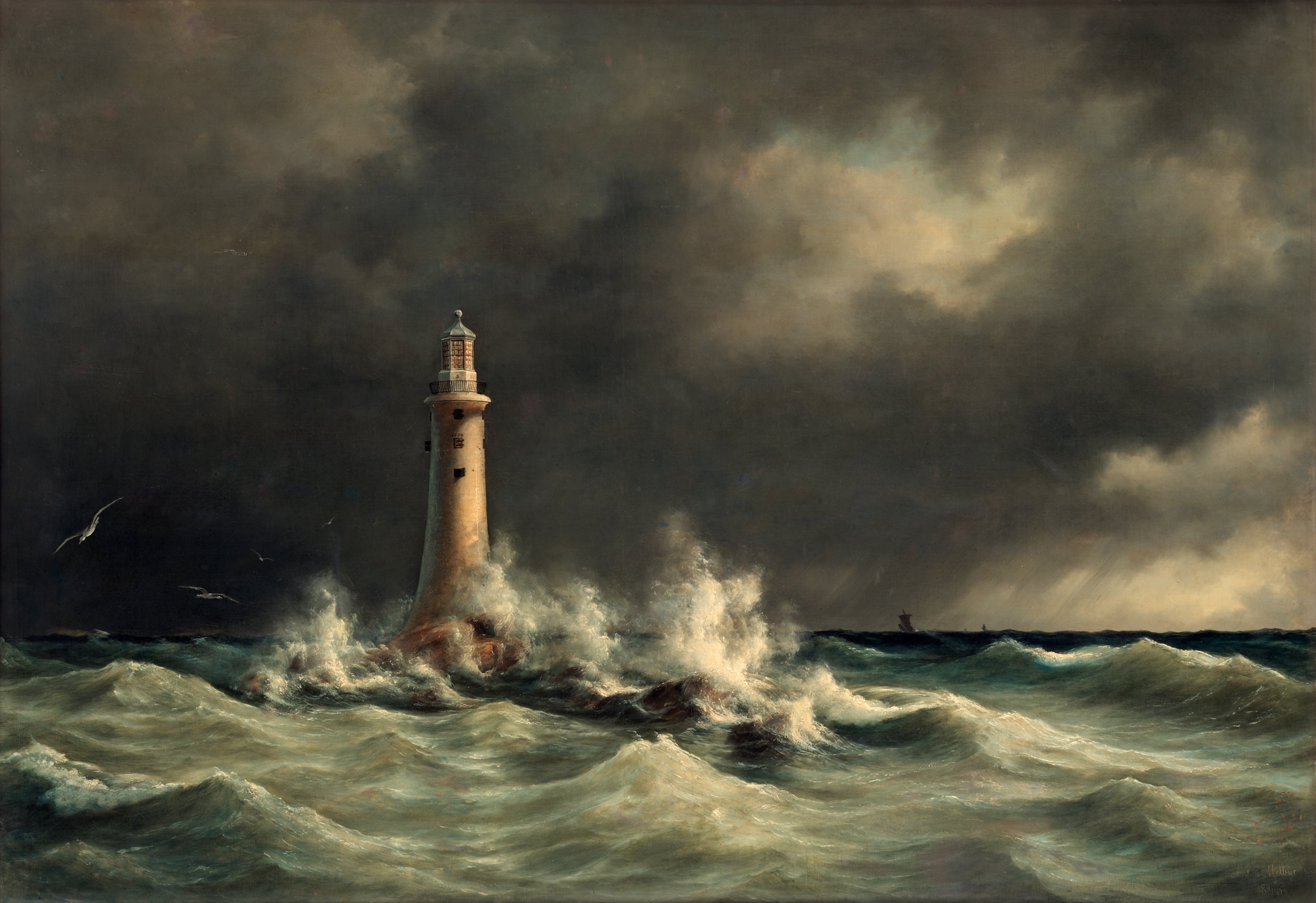
Pintura de Anton Melbye, 1846

Una vez terminada la estructura, el 16 de octubre de 1759 se encendieron las 24 velas del faro. Cada vela pesaba entre 0,91 y 2,27 kg (910 y 2.270 g). Un reloj colocado junto a la luz estaba programado para sonar cada media hora (30 minutos), alertando al farero de la necesidad de reemplazar las velas caducadas.
Las velas del faro fueron sustituidas por lámparas de aceite y reflectores a partir de 1810. En 1841, el ingeniero Henry Norris llevó a cabo otras reformas importantes, incluido el relleno de un agujero en la roca cerca de los cimientos de la torre. Cuatro años más tarde, las lámparas de aceite y los reflectores se sustituyeron por un conjunto mejorado de lámpara y lente Fresnel.
El faro estuvo en uso hasta 1877, cuando se descubrió que las rocas sobre las que se erguía se estaban erosionando. Cada vez que golpeaba una gran ola, el faro temblaba de un lado a otro.

### Como memorial

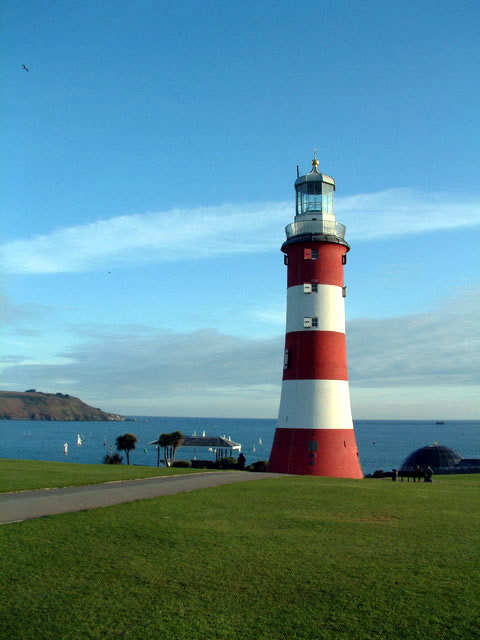
Faro de Smeaton en Plymouth Hoe

La Torre de Smeaton dejó de funcionar en febrero de 1882 tras la instalación de una luz temporal encima de su sucesora (la Torre de Douglass), entonces en construcción en una roca adyacente. En 1882, la parte superior de la Torre de Smeaton fue desmantelada y reconstruida como un monumento a Smeaton en una nueva base en Plymouth Hoe, reemplazando el obelisco triangular que había sido construido allí por Trinity House como ayuda a la navegación a principios del siglo XIX.
El sitio fue abierto al público por el alcalde de Plymouth el 24 de septiembre de 1884.
Los cimientos y el trozo de la antigua torre permanecen en Eddystone Rocks, cerca del faro actual. Como los cimientos resultaron demasiado fuertes para ser desmantelados, se dejaron donde estaban. En 1860, se puso en circulación una nueva moneda de un centavo en la que se representaba el faro al fondo detrás de Britannia, y permaneció en la moneda de un centavo hasta 1894. El faro también apareció representado en varias fichas emitidas durante el siglo XIX en Devon con valores nominales de dos peniques a un chelín.
Una réplica de 1850 del faro de Smeaton, el Monumento Hoad, todavía se encuentra sobre la ciudad de Ulverston, Cumbria, como un monumento al administrador naval Sir John Barrow.
El 19 de abril de 1913, en la entrada de la Torre Smeaton se encontró una bomba casera con las palabras "votos para las mujeres" y "muerte en diez minutos" pintadas en el exterior, presumiblemente como parte de la campaña por el sufragio femenino. La mecha había sido encendida pero el viento la apagó, impidiendo la detonación.
La Torre Smeaton ha sido un edificio catalogado de Grado I desde 1954. Está abierto para los visitantes, que pueden subir 93 escalones, incluidas escaleras empinadas, hasta la sala de la linterna y observar Plymouth Sound y la ciudad.
El 15 de octubre de 2009, como parte de una celebración organizada por la Institución de Ingenieros Civiles, la linterna de la Torre Smeaton se encendió una vez más con 24 velas para conmemorar el 250 aniversario de la primera iluminación del faro.
En 2020, antes de su reapertura, se instaló en la cámara de la linterna de la torre un busto de granito de Cornualles de Smeaton de Philip Chatfield, encargado por The Box, Plymouth y financiado por Trinity House. El busto se basa en un yeso donado por la Institución de Ingenieros Civiles alrededor de 1980, pero luego retirado por razones de seguridad.

## Galería

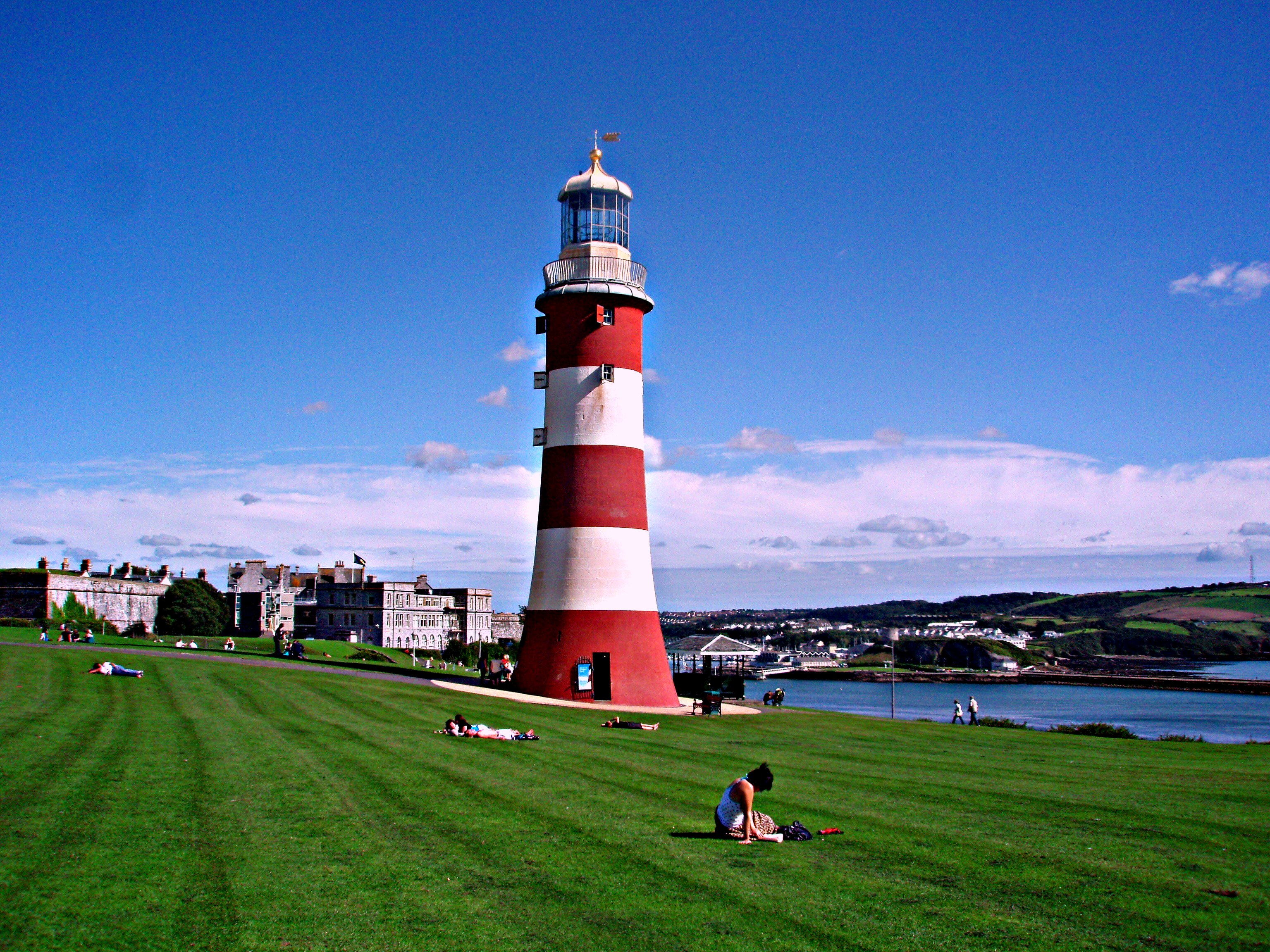
Torre de Smeaton en Plymouth Hoe
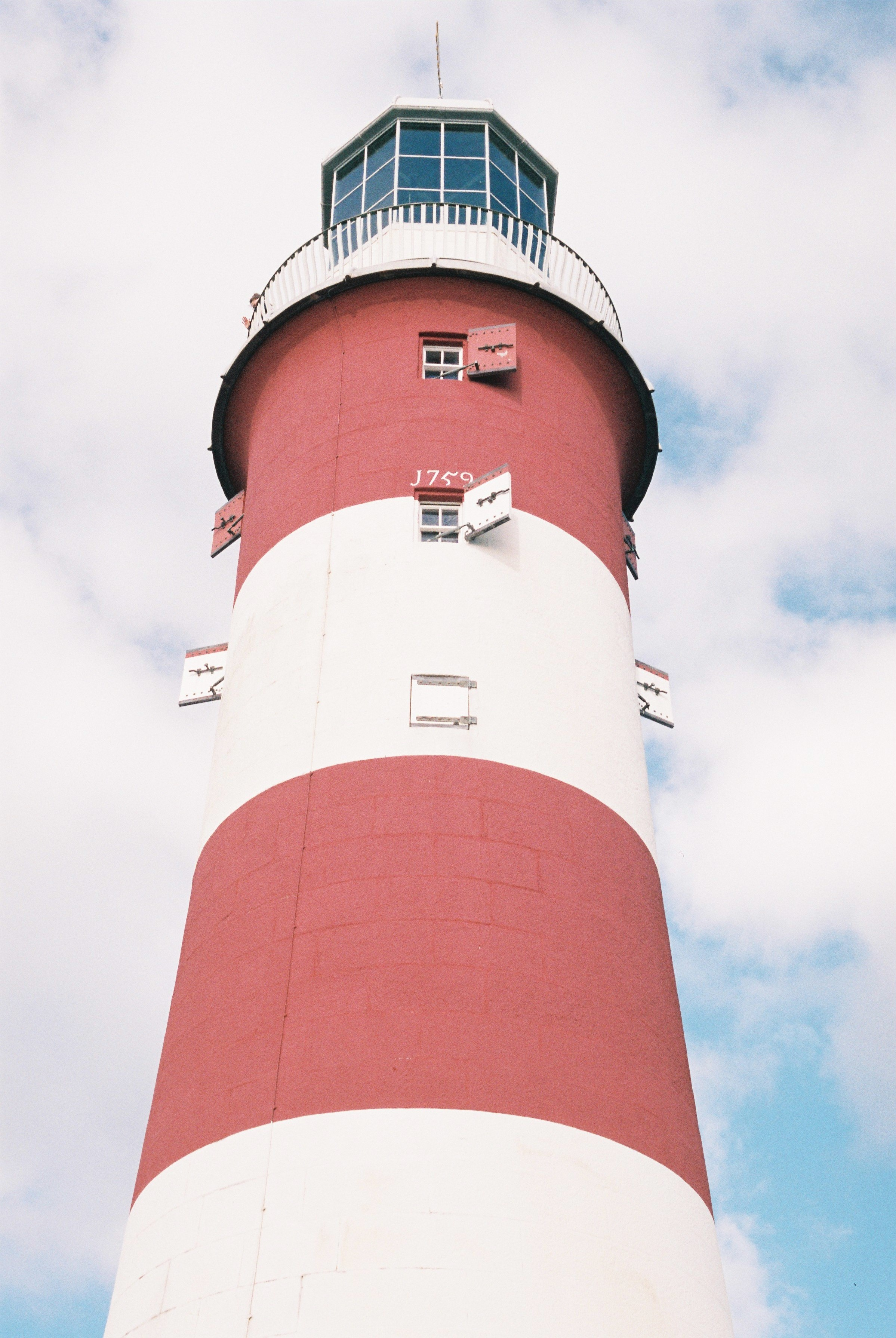
Primer plano de la torre
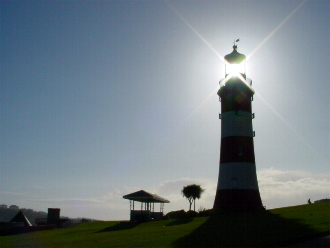
La luz del sol a través de la sala de la linterna.
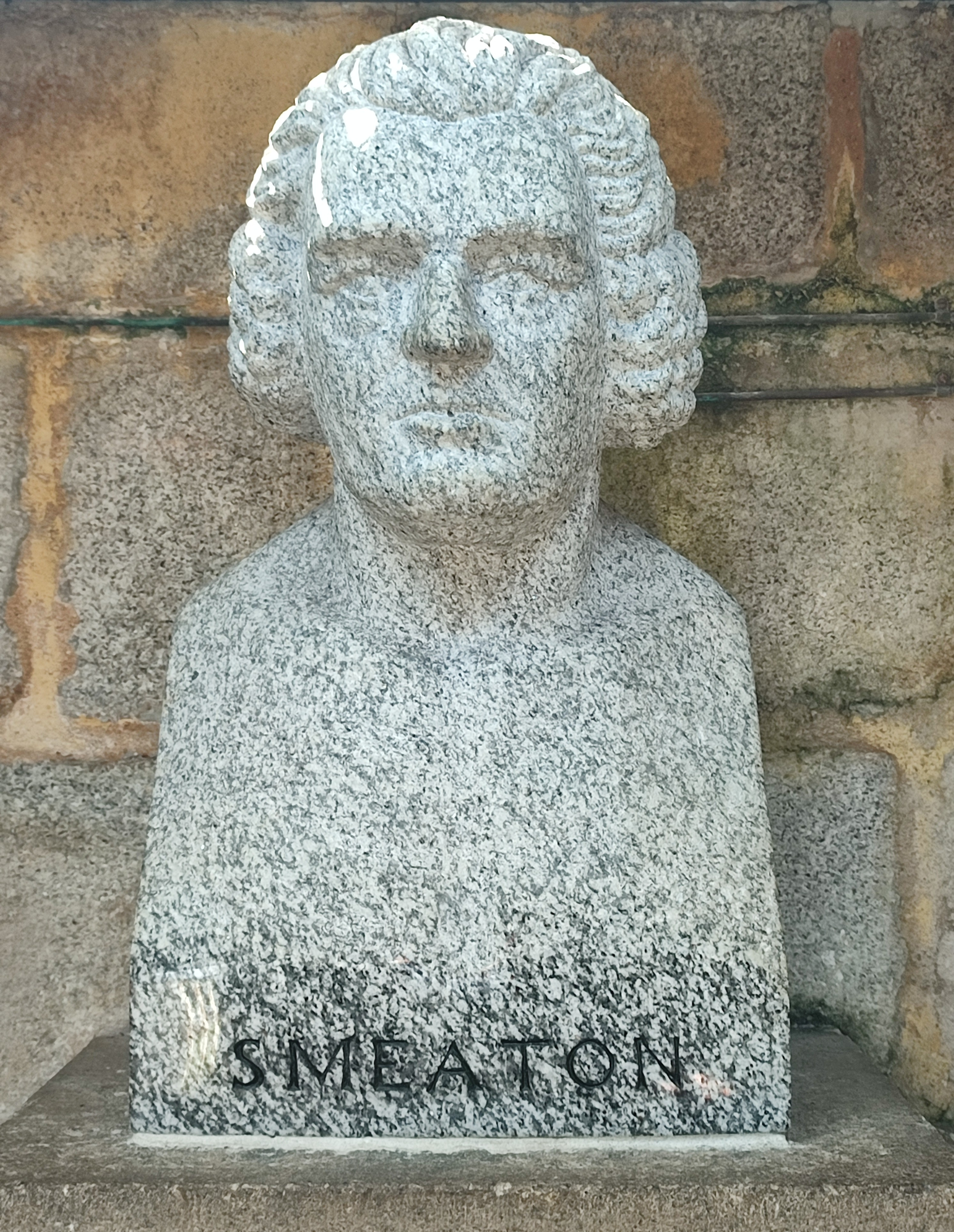
Busto de granito de Philip Chatfield en la cámara de la linterna de la torre
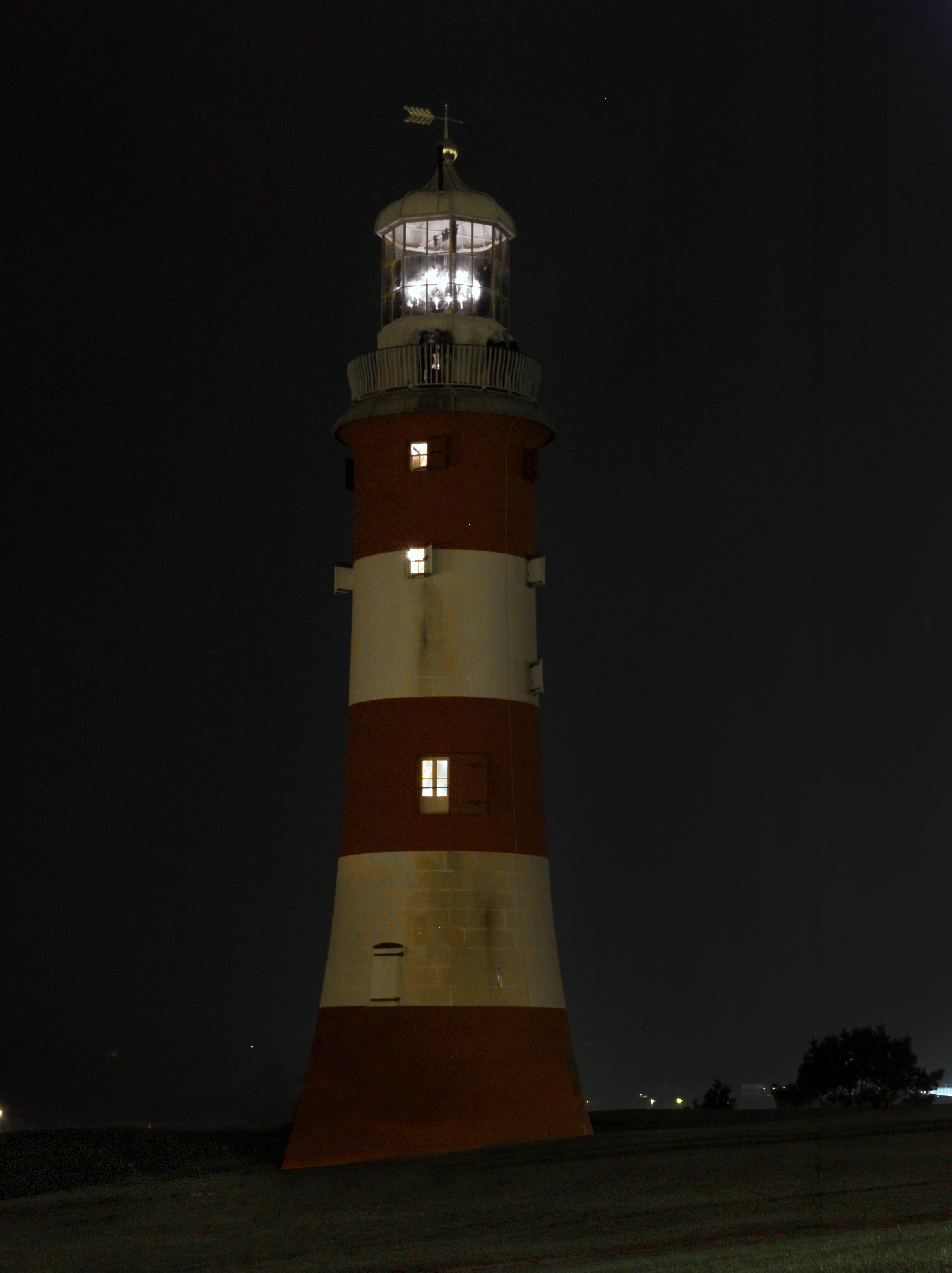
La torre iluminada con velas en 2009 con motivo de su 250 aniversario
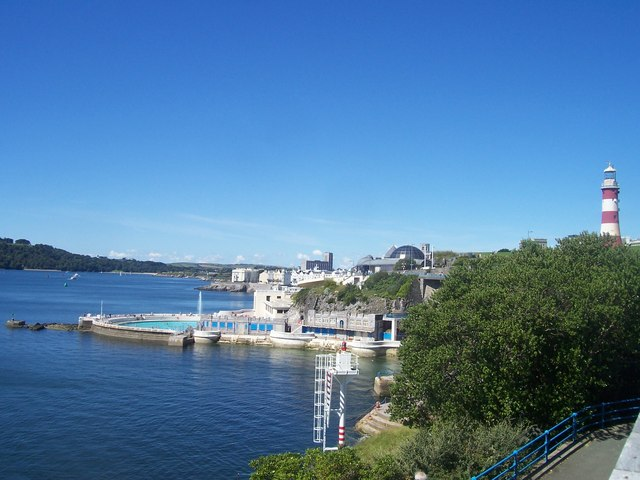
Piscina Tinside, Plymouth Sound
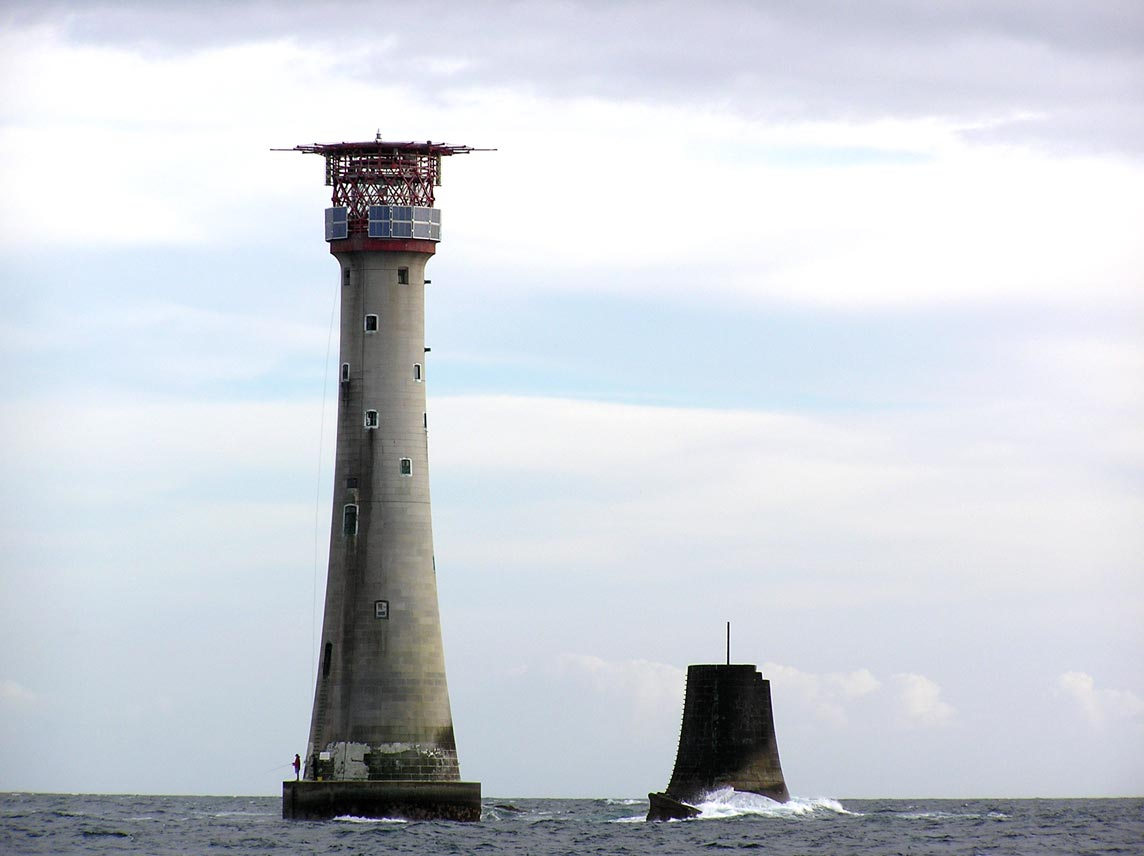
La base original de la Torre Smeaton todavía está en posición junto al actual faro de Eddystone.

## Otras lecturas
- Severn, Christopher: Torre de Smeaton, Seafarer Books (2005);ISBN 978-0954275099